# 化學元素發現年表
化学元素發现年表将各种化学元素的发现按时间顺序列出。表中列出了每种元素的名称、原子序数、发现时间、发现者姓名和发现方式的简介。

## 累積圖

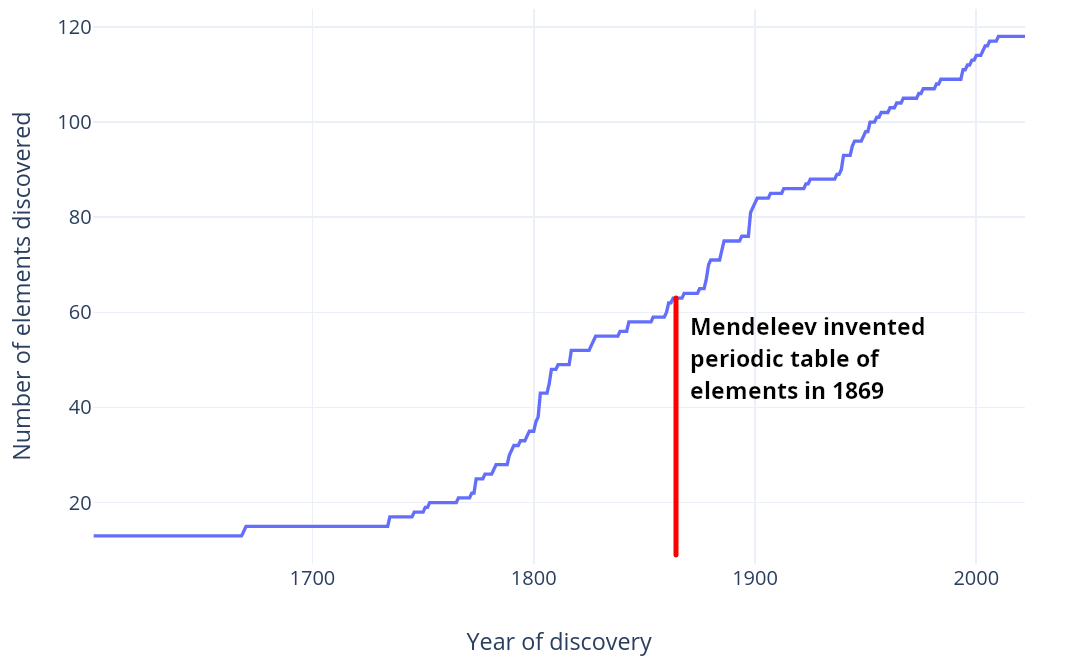
元素發現累積圖

## 表格
| 标出发现年代的元素周期表 | 标出发现年代的元素周期表 | 标出发现年代的元素周期表 | 标出发现年代的元素周期表 | 标出发现年代的元素周期表 | 标出发现年代的元素周期表 | 标出发现年代的元素周期表 | 标出发现年代的元素周期表 | 标出发现年代的元素周期表 | 标出发现年代的元素周期表 | 标出发现年代的元素周期表 | 标出发现年代的元素周期表 | 标出发现年代的元素周期表 | 标出发现年代的元素周期表 | 标出发现年代的元素周期表 | 标出发现年代的元素周期表 | 标出发现年代的元素周期表 | 标出发现年代的元素周期表 | 标出发现年代的元素周期表 |
| 族 →                     | 1                        | 2                        | 3                        | 4                        | 5                        | 6                        | 7                        | 8                        | 9                        | 10                       | 11                       | 12                       | 13                       | 14                       | 15                       | 16                       | 17                       | 18                       |
| ------------------------ | ------------------------ | ------------------------ | ------------------------ | ------------------------ | ------------------------ | ------------------------ | ------------------------ | ------------------------ | ------------------------ | ------------------------ | ------------------------ | ------------------------ | ------------------------ | ------------------------ | ------------------------ | ------------------------ | ------------------------ | ------------------------ |
| ↓ 周期                   |                          |                          |                          |                          |                          |                          |                          |                          |                          |                          |                          |                          |                          |                          |                          |                          |                          |                          |
| 1                        | 1 H                      |                          |                          |                          |                          |                          |                          |                          |                          |                          |                          |                          |                          |                          |                          |                          |                          | 2 He                     |
| 2                        | 3 Li                     | 4 Be                     |                          |                          |                          |                          |                          |                          |                          |                          |                          |                          | 5 B                      | 6 C                      | 7 N                      | 8 O                      | 9 F                      | 10 Ne                    |
| 3                        | 11 Na                    | 12 Mg                    |                          |                          |                          |                          |                          |                          |                          |                          |                          |                          | 13 Al                    | 14 Si                    | 15 P                     | 16 S                     | 17 Cl                    | 18 Ar                    |
| 4                        | 19 K                     | 20 Ca                    | 21 Sc                    | 22 Ti                    | 23 V                     | 24 Cr                    | 25 Mn                    | 26 Fe                    | 27 Co                    | 28 Ni                    | 29 Cu                    | 30 Zn                    | 31 Ga                    | 32 Ge                    | 33 As                    | 34 Se                    | 35 Br                    | 36 Kr                    |
| 5                        | 37 Rb                    | 38 Sr                    | 39 Y                     | 40 Zr                    | 41 Nb                    | 42 Mo                    | 43 Tc                    | 44 Ru                    | 45 Rh                    | 46 Pd                    | 47 Ag                    | 48 Cd                    | 49 In                    | 50 Sn                    | 51 Sb                    | 52 Te                    | 53 I                     | 54 Xe                    |
| 6                        | 55 Cs                    | 56 Ba                    | *                        | 72 Hf                    | 73 Ta                    | 74 W                     | 75 Re                    | 76 Os                    | 77 Ir                    | 78 Pt                    | 79 Au                    | 80 Hg                    | 81 Tl                    | 82 Pb                    | 83 Bi                    | 84 Po                    | 85 At                    | 86 Rn                    |
| 7                        | 87 Fr                    | 88 Ra                    | **                       | 104 Rf                   | 105 Db                   | 106 Sg                   | 107 Bh                   | 108 Hs                   | 109 Mt                   | 110 Ds                   | 111 Rg                   | 112 Cn                   | 113 Nh                   | 114 Fl                   | 115 Mc                   | 116 Lv                   | 117 Ts                   | 118 Og                   |
|                          |                          |                          |                          |                          |                          |                          |                          |                          |                          |                          |                          |                          |                          |                          |                          |                          |                          |                          |
| * 镧系元素               | * 镧系元素               | * 镧系元素               | 57 La                    | 58 Ce                    | 59 Pr                    | 60 Nd                    | 61 Pm                    | 62 Sm                    | 63 Eu                    | 64 Gd                    | 65 Tb                    | 66 Dy                    | 67 Ho                    | 68 Er                    | 69 Tm                    | 70 Yb                    | 71 Lu                    |                          |
| ** 锕系元素              | ** 锕系元素              | ** 锕系元素              | 89 Ac                    | 90 Th                    | 91 Pa                    | 92 U                     | 93 Np                    | 94 Pu                    | 95 Am                    | 96 Cm                    | 97 Bk                    | 98 Cf                    | 99 Es                    | 100 Fm                   | 101 Md                   | 102 No                   | 103 Lr                   |                          |

图例：

## 未记载的发现
| Z  | 元素 | 符号 | 图片 | 最早使用        | 最早使用               | 最早的样品        | 最早的样品           | 简介 |
| Z  | 元素 | 符号 | 图片 | 年份            | 使用者                 | 年份              | 所在地               | 简介 |
| -- | ---- | ---- | ---- | --------------- | ---------------------- | ----------------- | -------------------- | --- |
| 79 | 金   | Au   |      | 约前40000年     | 最早的人类             | 前4600年–前4200年 | 保加利亚的瓦尔纳墓地 | 早在约公元前40000年的旧石器时代，西班牙山洞里的人类就会使用天然金。最早的金饰发现自保加利亚的瓦尔纳墓地，可追溯到公元前4600年至公元前4200年。1787年，莫尔沃、拉瓦锡、贝托莱、富克鲁瓦认定金是一种化学元素。 |
| 6  | 碳   | C    |      | 前26000年       | 最早的人类             | 前26000年         |                      | 最早的人类已发现木炭和煤烟，最早的炭画（如位于澳大利亚Gabarnmung的炭画）则可追溯到28000年前。埃及人和苏美尔人最早用木炭来还原铜、锌和锡矿石。钻石可能在公元前2500年就为中国人所知。碳直到18世纪才有化学性质的研究。1772年，安托万-洛朗·德·拉瓦锡发现钻石、石墨、木炭都由同一种物质组成。1787年，莫尔沃、富克鲁瓦、拉瓦锡认定碳是一种化学元素，将碳与炭区分开来。 |
| 29 | 铜   | Cu   |      | 前9000年        | 中东                   | 前6000年          | 土耳其的安纳托利亚   | 最早人们使用天然的金属铜，后来从矿石中冶炼出铜。最早的估计认为铜可能发现于公元前9000年的中东。它是青铜时代人类最重要的材料之一。可以追溯到公元前6000年的铜珠已经在安纳托利亚的加泰土丘所发现，而塞尔维亚鲁德尼克山的考古遗址证明了人类早在公元前5000年就会炼铜。1787年，莫尔沃、拉瓦锡、贝托莱、富克鲁瓦认定铜是一种化学元素。 |
| 82 | 铅   | Pb   |      | 前7000年        | 近东                   | 前3800年          | 埃及的阿拜多斯       | 据信铅的熔炼可追溯到9000年前，已知最早的铅制物品是在阿拜多斯的欧西里斯神庙中发现的公元前3800年制造的小雕像。1787年，莫尔沃、拉瓦锡、贝托莱、富克鲁瓦认定铅是一种化学元素。 |
| 47 | 银   | Ag   |      | 前5000年以前    | 小亚细亚               | 大约前4000年      | 土耳其的安纳托利亚   | 估计在铜和金之后很快就被发现了。1787年，莫尔沃、拉瓦锡、贝托莱、富克鲁瓦认定银是一种化学元素。 |
| 26 | 铁   | Fe   |      | 前5000年以前    | 中东                   | 前4000年          | 埃及                 | 有证据表明铁在公元前5000年以前就为人类所知。已知最早的铁制物件是埃及人在大约公元前4000年用陨铁制成的小珠子。人类大约在公元前3000年发现了熔炼铁的方法，导致人类在公元前1200年左右进入了铁器时代，铁开始大量用于制造工具和武器。1787年，莫尔沃、拉瓦锡、贝托莱、富克鲁瓦认定铁是一种化学元素。 |
| 50 | 锡   | Sn   |      | 前3500年        |                        | 前2000年          |                      | 公元前3500年，人类混合铜与锡，生产青铜。最早的锡制物件可追溯到大约前2000年。1787年，莫尔沃、拉瓦锡、贝托莱、富克鲁瓦认定锡是一种化学元素。 |
| 51 | 锑   | Sb   |      | 前3000年        | 苏美尔人               | 前3000年          | 中东                 | 苏美尔吉尔苏（位于今天的伊拉克）出土一件来自公元前3000年的文物，它由纯锑制成，据说原为花瓶的一部分。迪奥斯科里德斯和老普林尼都从辉锑矿中冶炼出锑，但都误认为它是铅。在可能为伊斯兰教炼金术士贾比尔（约850–950年）所著的作品中有提到提纯锑的方法。第一个分离金属锑的欧洲人是1540年的万诺乔·比林古乔，后来格奥尔格·阿格里科拉于1556年在著作《论矿冶》中又描述了锑。1787年，拉瓦锡确认锑是化学元素。                                                                                            |
| 16 | 硫   | S    |      | 前3000年        |                        |                   |                      | 人类早在公元前3000年就发现硫的药用价值。据公元前1550年的埃伯斯纸草卷记载，古埃及医生会用含硫药膏治疗颗粒状眼皮。伪提亚纳的阿波罗尼乌斯的《Sirr al-khaliqa》与可能为贾比尔（约850–950年）所著的作品中有提到汞-硫理论，即所有金属都是由汞、硫这两种元素组成的。安托万-洛朗·德·拉瓦锡于1777年将其列为一种元素，之后约瑟夫·路易·盖-吕萨克和路易·雅克·泰纳尔于1810年确认了这一点。 |
| 80 | 汞   | Hg   |      | 前1500年        | 埃及人                 | 前1500年          | 埃及                 | 早在前9千纪的史前时代，中东人就已将朱砂（硫化汞最常见的矿物）用作颜料。自8000年前，人们就开始开采土耳其的朱砂矿藏，其中含有少量的金属汞。在公元前1500年左右的埃及坟墓中也有发现汞。1787年，莫尔沃、拉瓦锡、贝托莱、富克鲁瓦认定汞是一种化学元素。 |
| 30 | 锌   | Zn   |      | 前1000年以前    | 印度冶金学家           | 前1000年          | 印度次大陆           | 印度冶金学家早在公元前1000年以前就会使用锌制造黄铜，但没有了解锌的本质。塔克西拉有出土一个黄铜花瓶，它可追溯至公元前4世纪，其中锌含量高达34%。该花瓶的发现证明印度人在当时就已经发现金属锌。约1300年，中国与印度都会冶炼锌。14世紀左右的梵語冶金專著《Rasaratna Samuchaya》认为锌是独特的金属。炼金术士帕拉塞尔苏斯在1526年做了类似的事，之后命名了这个新金属。P. M. de Respour于1668年从氧化锌中提炼锌，马格拉夫则于1746年详细说明分离锌的过程。                                            |
| 78 | 铂   | Pt   |      | 约前600年–200年 | 前哥伦布时期的南美洲人 | 约前600年–200年   | 南美洲               | 在前哥伦布时期，位于今天厄瓜多尔埃斯梅拉达斯附近的南美洲人有留下铂金文物，但这些文物的具体年代难以测定。古埃及阿蒙神的妻子谢佩努彼特二世（死于约公元前650年）的陵墓有一个小盒子，内有铂金象形文字装饰，但当时的埃及人可能没发现其中的金含有铂。欧洲最早关于金属铂的描述来自朱利叶斯·凯撒·凯利格介绍的产自南美洲的黄金。安东尼奥·乌略亚于1735年前往秘鲁探险并发现铂，之后在1748年出版了他的发现。查尔斯·伍德在1741年也研究这种金属。将铂视作一种新的金属的文献是由威廉·布朗里格于1750年所写。 |
| 33 | 砷   | As   |      | 约300年         | 埃及人                 | 约300年           | 中东                 | 人类自古便认识、使用砷的硫化物（雄黄、雌黄）及氧化物（砒霜）。埃及炼金术师潘诺波利斯的佐西默斯（约300年）介绍了砷单质的用处，之后在可能为伊斯兰教炼金术士贾比尔（约850–950年）所著的作品中有提到提纯砷的方法。艾爾伯圖斯·麥格努斯（约1200–1280年）常被认为是第一个分离出砷单质的欧洲人:43，但也有人反对，认为在著作《De la pirotechnia》（1540年）中区分了雌黄与砷单质的万诺乔·比林古乔才是分离砷的第一人。第一个确定制备砷单质的人是1641年的约翰·施罗德。1787年，拉瓦锡将砷列为化学元素。   |
| 83 | 铋   | Bi   |      | 约1500年        | 欧洲炼金术师、印加帝国 | 约1500年          | 欧洲、南美洲         | 古人早就发现铋，但常与化学性质相似的锡、铅混淆。印加人会在用于制造刀的青铜中加入铋，形成铋青铜。格奥尔格·阿格里科拉于1530年及1546年时研究各种金属的物理性质，指出铋是一种新金属，与锡、铅同属一族。炼金术时代的矿工把铋命名为tectum argenti，意为正在制造的银。1738年，人们发现铅与铋的差别，最终克劳德·弗朗索瓦·若弗鲁瓦于1753年确定铋与锡、铅是不同的金属。 |

## 有记载的发现
在18世纪，发现一种新的土（即金属氧化物）就意味着发现一种新元素。某些元素（如Be、B、Na、Mg、Al、Si、K、Ca、Mn、Co、Ni、Zr、Mo）的化合物早在中世纪，甚至史前时代就已被发现，但这些元素本身在当时仍然未知。由于这些化合物的性质有时是逐渐发现的，因此很难把这些元素的发现归功于某个发现者。对于这些元素，本列表会列出首个对其化学性质研究的年份，然后在简介处解释其历史。
| Z   | 元素 | 符号 | 图片 | 发现          | 发现 | 获得单质 | 获得单质                                                     | 简介 |
| Z   | 元素 | 符号 | 图片 | 年份          | 发现者 | 年份     | 提取者                                                       | 简介 |
| --- | ---- | ---- | ---- | ------------- | --- | -------- | ------------------------------------------------------------ | --- |
| 15  | 磷   | P    |      | 1669          | 亨尼格·布兰德                                                                                                | 1669     | 亨尼格·布兰德                                                | 磷是从尿液中制得的，是第一种有确切发现年份及发现者的元素。拉瓦锡之后认定磷是一种化学元素。 |
| 1   | 氢   | H    |      | 1671          | 罗伯特·波义耳                                                                                                | 1671     | 罗伯特·波义耳                                                | 罗伯特·波义耳通过铁屑与稀酸反应得到氢气，并描述了其性质。:83在他之前，帕拉塞尔苏斯就无意发现金属与酸反应时会产生气体。亨利·卡文迪什于1766年成为第一个将H 2与其它气体区分开的人。拉瓦锡于1783年命名了氢。:272 |
| 19  | 钾   | K    |      | 1702          | 格奥尔格·恩斯特·斯塔尔                                                                                       | 1807     | 汉弗里·戴维                                                  | 格奥尔格·恩斯特·斯塔尔在实验中观察到钠盐与钾盐有区别的证据，后来亨利·路易·迪阿梅尔·迪蒙索于1736年证明了这一区别。1758年，马格拉夫也注意到苏打灰（碳酸钠）和草木灰（碳酸钾）是不同的物质，但不是所有化学家都接受他的结论。1797年，马丁·克拉普罗特建议分别用natron和kali命名这两种碱，这是钠、钾两元素的化学符号来源。戴维用电解法从草木灰中制得了金属钾，几天后又通过电解氢氧化钠制得了金属钠。 |
| 11  | 钠   | Na   |      | 1702          | 格奥尔格·恩斯特·斯塔尔                                                                                       | 1807     | 汉弗里·戴维                                                  | 格奥尔格·恩斯特·斯塔尔在实验中观察到钠盐与钾盐有区别的证据，后来亨利·路易·迪阿梅尔·迪蒙索于1736年证明了这一区别。1758年，马格拉夫也注意到苏打灰（碳酸钠）和草木灰（碳酸钾）是不同的物质，但不是所有化学家都接受他的结论。1797年，马丁·克拉普罗特建议分别用natron和kali命名这两种碱，这是钠、钾两元素的化学符号来源。戴维用电解法从草木灰中制得了金属钾，几天后又通过电解氢氧化钠制得了金属钠。 |
| 27  | 钴   | Co   |      | 1735          | 乔治·勃兰特                                                                                                  | 1735     | 乔治·勃兰特                                                  | 他证明了玻璃的蓝色是一种新的金属造成的，而不是先前认为的铋。 |
| 20  | 钙   | Ca   |      | 1739          | Johann Heinrich Pott                                                                                         | 1808     | 汉弗里·戴维                                                  | 石灰早在公元前7000年就为人所知，但直到18世纪才有对其化学性质的研究。1739年，Pott在他的专论中把terra calcarea（石灰土）列为一种单独的土。1787年，莫尔沃、拉瓦锡、贝托莱、富克鲁瓦认定生石灰（即氧化钙）是一种化学元素的氧化物。戴维通过电解生石灰制得了金属钙。 |
| 14  | 硅   | Si   |      | 1739          | Johann Heinrich Pott                                                                                         | 1823     | 永斯·雅各布·贝采利乌斯                                       | 古人知道硅化合物（石头、玻璃），但对其化学性质的研究直到17世纪才开始。1669年，约翰·约阿希姆·贝歇尔把二氧化硅称作terra vitrescibilis，后来Pott于1739年在他的专论中将其列为一种单独的土。1789年，拉瓦锡把这种土列入他的元素列表中，认为其中含有新元素。汉弗里·戴维于1808年尝试分离硅元素，但失败了。他将新元素命名为silicium。:362–3641811年，约瑟夫·路易·盖-吕萨克和路易·雅克·泰纳尔可能制得了不纯的硅，之后贝采利乌斯制得了纯净的硅单质。                                                             |
| 13  | 铝   | Al   |      | 1746          | Johann Heinrich Pott                                                                                         | 1825     | 汉斯·克里斯蒂安·奥斯特                                       | 明矾（硫酸铝钾）早在公元前5世纪就有记录。Pott于1746年在他的专论中区分明矾、石灰、白垩，之后马格拉夫于1756年从中得到一种新的土——矾土（氧化铝）。安托万-洛朗·德·拉瓦锡于1787年预测矾土是一种未知元素的氧化物，汉弗里·戴维于1808年试图电解它。尽管失败了，但是他提出的名称一直沿用至今。:354–357奥斯特于1825年首次制得金属铝，但由于他的论文没有提到铝，因此部分科学家质疑该成果。1827年，弗里德里希·维勒无争议地分离了金属铝。                                                                          |
| 28  | 镍   | Ni   |      | 1751          | 阿克塞尔·弗雷德里克·克龙斯泰特                                                                               | 1751     | 阿克塞尔·弗雷德里克·克龙斯泰特                               | 镍是因为试图从假铜矿（fake copper）中提取铜而发现的，这种矿石其实是红砷镍矿。 |
| 12  | 镁   | Mg   |      | 1755          | 約瑟夫·布拉克                                                                                                | 1808     | 汉弗里·戴维                                                  | 前人常把magnesia alba（氧化镁）与生石灰（氧化钙）混为一谈，但布拉克发现它们的不同之处。戴维用电解法从苦土中制得了金属镁。 |
| 25  | 锰   | Mn   |      | 1770          | 托尔贝恩·贝里曼                                                                                              | 1774     | 约翰·戈特利布·甘恩                                           | 贝里曼认为软锰矿是一种新的金属氧化物，但无法分离该金属。伊格内修斯·高特弗雷德·凯姆可能在1770年就已经得到金属锰，但有争议。1774年，甘恩用碳还原二氧化锰，得到金属锰。 |
| 9   | 氟   | F    |      | 1771          | 卡尔·威廉·舍勒                                                                                               | 1886     | 亨利·莫瓦桑                                                  | 格奥尔格·阿格里科拉最早于1529年描述了萤石（氟化钙）。舍勒后来研究萤石，正确推断出它是一种酸与石灰（钙）形成的盐，其中含有新元素。氟（radical fluorique）被列入拉瓦锡的元素列表中。1810年，安德烈-马里·安培预测氢氟酸中含有一种与氯相似的新元素，在1812年至1886年许多化学家尝试制备氟单质，最终由莫瓦桑于1886年完成。 |
| 8   | 氧   | O    |      | 1771          | 卡尔·威廉·舍勒                                                                                               | 1771     | 卡尔·威廉·舍勒                                               | 早在17世纪初，迈克尔·森达兹沃就通过分解硝石制得氧气，正确推断出它是“生命的食物”。1771年，舍勒通过加热氧化汞和硝酸盐制得了氧气，但直到6年后才公布他的发现。约瑟夫·普利斯特里也于1774年制得了这种新的“空气”，但只有拉瓦锡认为这是一种新元素，并于1777年命名了它。:500 |
| 7   | 氮   | N    |      | 1772          | 丹尼尔·卢瑟福                                                                                                | 1772     | 丹尼尔·卢瑟福                                                | 他发现动物呼吸过的空气即使在去除呼出的二氧化碳之后，还是不能维持蜡烛燃烧。卡尔·威廉·舍勒、亨利·卡文迪什和约瑟夫·普利斯特里同时也研究了这种元素，而拉瓦锡于1775或1776年命名了它。 |
| 56  | 钡   | Ba   |      | 1772          | 卡尔·威廉·舍勒                                                                                               | 1808     | 汉弗里·戴维                                                  | 舍勒在重晶石中发现了一种新的土（氧化钡），但他没有命名这种土。莫尔沃之后于1782年将这种土命名为barote。戴维通过电解法制得了金属钡。 |
| 17  | 氯   | Cl   |      | 1774          | 卡尔·威廉·舍勒                                                                                               | 1774     | 卡尔·威廉·舍勒                                               | 舍勒从盐酸制得了氯气，但误将它认为是氧化物。直到1810年，汉弗里·戴维才认定它是一种元素。 |
| 42  | 钼   | Mo   |      | 1778          | 卡尔·威廉·舍勒                                                                                               | 1781     | 彼得·雅各布·耶尔姆                                           | 舍勒认为辉钼矿（二硫化钼）中含有一种金属。耶尔姆之后用碳与亚麻籽油还原钼酸，分离出金属钼。:263–264 |
| 74  | 钨   | W    |      | 1781          | 托尔贝恩·贝里曼                                                                                              | 1783     | 胡塞·德卢亚尔和浮士图·德卢亚尔                               | 伯格曼从白钨矿中提取了一种新元素的氧化物。德卢亚尔兄弟从黑钨矿中制得了钨酸，并用木炭还原它得到了金属钨。 |
| 52  | 碲   | Te   |      | 1782          | 弗朗茨-约瑟夫·米勒·冯·赖兴施泰因                                                                             | 1798     | 马丁·海因里希·克拉普罗特                                     | 米勒在特兰西瓦尼亚的金矿杂质中发现碲。1789年，Pál Kitaibel从被认为是辉钼矿的矿物中独立发现碲，但他之后也认为碲的发现应归功于米勒。1798年，克拉普罗特分离出纯碲。 |
| 5   | 硼   | B    |      | 1787          | 路易-贝尔纳·吉东·德·莫尔沃、安托万-洛朗·德·拉瓦锡、克洛德·贝托莱、安托万-弗朗索瓦·德·富克鲁瓦                | 1808     | 汉弗里·戴维                                                  | 早在8世纪，麦加与麦地那的人就会使用硼砂。1787年，莫尔沃、拉瓦锡、贝托莱、富克鲁瓦在著作《Méthode de nomenclature chimique》中提到了radical boracique（硼），它后来也出现在拉瓦锡1789年的元素列表中。1808年6月21日，吕萨克和泰纳尔宣布硼酸中含有一种新元素，九天之后戴维宣布制得了金属硼，将其命名为boracium。之后戴维发现硼并不是金属，因此在1812年将boracium改名为boron。 |
|     |      |      |      | 1789          | 安托万-洛朗·德·拉瓦锡                                                                                        |          |                                                              | 拉瓦锡发表第一个现代化学元素列表，其中包括光、热在内的33种元素，但不包括Na、K（拉瓦锡不确定今天被称为Na2O和K2O的物质中有没有新元素）、Te。列表中的部分元素以尚未提取的“自由基”（Cl、F、B）或氧化物（Ca、Mg、Ba、Al、Si）的形式列出。他也给出了“元素”的定义。 |
| 40  | 锆   | Zr   |      | 1789          | 马丁·海因里希·克拉普罗特                                                                                     | 1824     | 永斯·雅各布·贝采利乌斯                                       | 克拉普罗特从锆石中鉴定出一种新的氧化物。1808年，戴维证明了该氧化物含有新的金属，但他无法分离出来。:360–3621824年，贝采利乌斯通过在铁管中加热钾与氟锆酸钾的混合物，得到金属锆。 |
| 92  | 鈾   | U    |      | 1789          | 马丁·海因里希·克拉普罗特                                                                                     | 1841     | 尤金-梅爾希奧·皮里哥                                         | 克拉普罗特误将从沥青铀矿中分离出的二氧化铀当成了金属铀，用刚发现的天王星的名字为其命名。1841年，尤金-梅爾希奧·皮里哥通过钾与四氯化铀反应，得到真正的金属铀。:477 |
| 38  | 锶   | Sr   |      | 1790          | 阿代尔·克劳福德                                                                                              | 1808     | 汉弗里·戴维                                                  | 克劳福德于1790年发现菱锶矿（碳酸锶）与毒重石（碳酸钡）的化学性质不同，并猜测菱锶矿中含有一种新的土。在他之前的大多数矿物学家都认为菱锶矿是一种毒重石。最终，戴维于1808年通过电解法制得了金属锶。:302–305 |
| 22  | 钛   | Ti   |      | 1791          | 威廉·格雷戈尔                                                                                                | 1875     | D. K. Kirillov                                               | 格雷戈尔钛铁矿中发现了一种新的金属的氧化物。马丁·海因里希·克拉普罗特于1795年独立地发现了金红石（二氧化钛）并命名了其中含有的新元素。1825年，永斯·雅各布·贝采利乌斯宣传分离了金属钛，但他所得到的产物与真正的金属钛性质不符，因为金属钛可溶于氢氟酸，而贝采利乌斯的产物不溶于氢氟酸。1875年，俄国化学家D. K. Kirillov制得金属钛。99.8%纯的金属钛直到1910年才由马修·亚伯特·亨特制得。 |
| 39  | 钇   | Y    |      | 1794          | 约翰·加多林                                                                                                  | 1828     | 弗里德里希·维勒                                              | 加多林在硅铍钇矿中发现了一种新的土，但没有命名它。安德斯·古斯塔夫·埃克伯格于1797年证实加多林的成果，将他发现的土取名为yttria（氧化钇）。戴维于1808年发现yttria是金属氧化物，但他无法分离出该金属。:364–3661828年，维勒通过氯化钇与金属钾的反应制得金属钇。 |
| 24  | 铬   | Cr   |      | 1797          | 路易-尼古拉·沃克蘭                                                                                           | 1797     | 路易-尼古拉·沃克蘭                                           | 法國化學家沃克蘭發現铬铅矿里有新元素，后来通过还原氧化铬制得了金属铬。 |
| 4   | 铍   | Be   |      | 1798          | 路易斯·尼古拉斯·沃克兰                                                                                       | 1828     | 弗里德里希·维勒和安托万·布西                                 | 沃克兰发现了绿柱石和绿宝石含有一种新的氧化物。戴维之后于1808年证明这是金属的氧化物，但他无法分离该金属。:358–3591828年，维勒和布西都独立通过金属钾与氯化铍的反应得到金属铍。 |
| 23  | 钒   | V    |      | 1801          | 安德烈·曼纽尔·德·里奥                                                                                        | 1867     | 亨利·羅斯科                                                  | 里奥发现钒铅矿中有新的金属元素，将其称作erythronium。不过，維多·科萊-德科提爾于1805年错误认为erythronium就是不纯的铬，于是里奥收回了自己的声明。1830年，尼尔斯·加布里埃尔·塞弗斯特瑞姆再次发现这一元素，将其命名为vanadium。弗里德里希·维勒后来发现vanadium与erythronium是同种物质，因此里奥才是新元素的真正发现者。里奥发现自己先取得了这项成果后，强烈要求承认自己以前的成果，但这个新元素的名字仍然维持为vanadium。1867年，羅斯科通过用氢气还原二氯化钒，制得金属钒。                              |
| 41  | 铌   | Nb   |      | 1801          | 查理斯·哈契特                                                                                                | 1866     | 克里斯蒂安·威廉·布洛姆斯特兰德                               | 哈契特在铌铁矿中发现了这种元素，并称它为columbium。1809年，威廉·海德·沃拉斯顿声称columbium和钽是同种元素，但这是错误的。海因里希·罗斯于1844年从钽矿中发现两种新元素——niobium（铌）和pelopium。后来，pelopium被发现是铌与钽的混合物，而niobium和columbium则是同种元素，与钽不同。当时的科学界混用niobium和columbium这两个名称，其中niobium更常见于欧洲，而columbium更常见于美洲。1949年，IUPAC正式接受用niobium这个名称命名41号元素。1866年，布洛姆斯特兰德用氢气还原氯化铌，制得了金属铌。            |
| 73  | 钽   | Ta   |      | 1802          | 安德斯·古斯塔夫·埃克伯格                                                                                     |          |                                                              | 埃克伯格发现一种新元素，将其命名为钽。1809年，威廉·海德·沃拉斯顿声称columbium和钽是同种元素，但这是错误的。1844年罗斯证明了它与铌不同。 |
| 46  | 钯   | Pd   |      | 1802          | 威廉·海德·沃拉斯顿                                                                                           | 1802     | 威廉·海德·沃拉斯顿                                           | 沃拉斯顿从南美洲获得的铂样品中发现了钯，但没有立即发表他的成果。他试图使用新发现的小行星谷神星为这种元素命名，但当他于1804年出版成果时，铈已经采用了该名。于是沃拉斯顿用后来发现的智神星来命名这种元素。 |
| 58  | 铈   | Ce   |      | 1803          | 马丁·海因里希·克拉普罗特、永斯·雅各布·贝采利乌斯、威廉·希辛格                                                |          |                                                              | 贝采利乌斯和希辛格在硅铈石中发现新的土，认为它是新元素的氧化物，并以新发现的小行星谷神星（当时仍被认为是行星）来命名这个元素。克拉普罗特同时独立地从钽样品中发现了铈。 |
| 76  | 锇   | Os   |      | 1803          | 史密森·特南特                                                                                                | 1803     | 史密森·特南特                                                | 特南特和沃拉斯顿一起研究来自南美洲的铂样品，发现了两种元素——锇和铱，其中关于铱的研究成果于1804年出版。科萊-德科提爾在1803年也独立发现了铱，但没发现锇。 |
| 77  | 铱   | Ir   |      | 1803          | 史密森·特南特和維多·科萊-德科提爾                                                                            | 1803     | 史密森·特南特                                                | 特南特和沃拉斯顿一起研究来自南美洲的铂样品，发现了两种元素——锇和铱，其中关于铱的研究成果于1804年出版。科萊-德科提爾在1803年也独立发现了铱，但没发现锇。 |
| 45  | 铑   | Rh   |      | 1804          | 威廉·海德·沃拉斯顿                                                                                           | 1804     | 威廉·海德·沃拉斯顿                                           | 沃拉斯顿从南美洲的天然铂样品中发现并分离出了铑。 |
| 53  | 碘   | I    |      | 1811          | 贝尔纳·库尔图瓦                                                                                              | 1811     | 贝尔纳·库尔图瓦                                              | 库尔图瓦在海草灰中发现了碘。 |
| 3   | 锂   | Li   |      | 1817          | 约翰·奥古斯特·阿韦德松                                                                                       | 1821     | 威廉·托马斯·布兰德                                           | 阿韦德松在透锂长石中发现了锂元素。布兰德后来通过电解氧化锂，制得金属锂。 |
| 48  | 镉   | Cd   |      | 1817          | 卡尔·塞缪尔·莱贝雷希特·赫尔曼、弗里德里希·施特罗迈尔和罗洛夫                                                 | 1817     | 卡尔·塞缪尔·莱贝雷希特·赫尔曼、弗里德里希·施特罗迈尔和罗洛夫 | 这三个人都从来自西里西亚的氧化锌样品中发现了一种新的金属，但是只有施特罗迈尔提出的名称被人们所接受。 |
| 34  | 硒   | Se   |      | 1817          | 永斯·雅各布·贝采利乌斯和约翰·戈特利布·甘恩                                                                   | 1817     | 永斯·雅各布·贝采利乌斯和约翰·戈特利布·甘恩                   | 贝采利乌斯和甘恩通过铅室法合成硫酸时发现一种红色沉淀。他们原认为这是碲，但进一步研究之后发现是新元素。 |
| 35  | 溴   | Br   |      | 1825          | 安托万·热罗姆·巴拉尔和卡爾·羅威                                                                              | 1825     | 安托万·热罗姆·巴拉尔和卡爾·羅威                              | 他们在1825年秋天都发现了溴。巴拉尔于次年发表了成果，而罗威直到1828年才发表他的发现。在这之前几年，李比希就已经分离出溴，但把它当作是氯化碘，直到巴拉尔发表其发现时才意识到错误。 |
| 90  | 钍   | Th   |      | 1829          | 永斯·雅各布·贝采利乌斯                                                                                       | 1914     | D. Lely, Jr.和L. Hamburger                                   | 贝采利乌斯在硅酸钍矿发现了钍元素。1882年，瑞典化學家拉爾斯·弗雷德里克·尼爾松在1882年试图分离金属钍，但无法得到高纯度的钍。Lely与Hamburger之后通过用钠还原氯化钍，得到99%纯的金属钍。 |
| 57  | 镧   | La   |      | 1838          | 卡尔·古斯塔夫·莫桑德                                                                                         |          |                                                              | 莫桑德在二氧化铈的样品中发现了一种新元素，并于1842年发表了成果。 |
| 60  | 钕   | Nd   |      | 1841–1842:172 | 卡尔·古斯塔夫·莫桑德                                                                                         |          |                                                              | 莫桑德在二氧化铈的样品中又发现了一种新元素，他将其命名为didymium。虽然didymium实际上是镨与钕的混合物，但莫桑德错误地认为didymium是一种元素。:172直到1885年，冯·韦尔斯巴赫才把didymium分离成两种元素——镨（praseodidymium，后改称praseodymium）和钕（neodidymium，后改称neodymium），其中钕的占比更大。:173 |
| 68  | 铒   | Er   |      | 1843          | 卡尔·古斯塔夫·莫桑德                                                                                         | 1934     | Wilhelm Klemm和Heinrich Bommer:167                           | 莫桑德从钇土（yttria，氧化钇）中分离出黄色的铒土（erbia，氧化铒）及玫瑰红色的铽土（terbia，氧化铽），但这两种元素的名字之后被混淆。1860年，尼尔斯·约翰·柏林只能分离出玫瑰红色的土，令人困惑地将它改名为erbia，并质疑黄色的土是否存在。之后，马克·德拉方丹沿用了柏林的命名，将玫瑰红色的土称作erbia。1878年，他证明黄色的土真的存在，在讓-夏爾·加利薩·德馬里尼亞的建议下将其命名为terbia。从此，莫桑德为这两种元素提出的名字互换了。                                                                   |
| 65  | 铽   | Tb   |      | 1843          | 卡尔·古斯塔夫·莫桑德                                                                                         |          |                                                              | 莫桑德从钇土（yttria，氧化钇）中分离出黄色的铒土（erbia，氧化铒）及玫瑰红色的铽土（terbia，氧化铽），但这两种元素的名字之后被混淆。1860年，尼尔斯·约翰·柏林只能分离出玫瑰红色的土，令人困惑地将它改名为erbia，并质疑黄色的土是否存在。之后，马克·德拉方丹沿用了柏林的命名，将玫瑰红色的土称作erbia。1878年，他证明黄色的土真的存在，在讓-夏爾·加利薩·德馬里尼亞的建议下将其命名为terbia。从此，莫桑德为这两种元素提出的名字互换了。                                                                   |
| 44  | 钌   | Ru   |      | 1844          | 卡爾·恩斯特·克勞斯                                                                                           | 1844     | 卡爾·恩斯特·克勞斯                                           | 1826年，戈特弗里德·奥桑认为他在俄罗斯的铂样品中发现了三种新的金属，两年后将它们命名为polinium、pluranium、ruthenium。不过，奥斯兰的发现受质疑，且他的铂样品太少，无法分离这些元素，因此在1829年撤回了结果。1844年，克劳斯确认铂样品有一种新元素，并使用奥斯兰原用的名称ruthenium为该新元素命名。 |
| 55  | 铯   | Cs   |      | 1860          | 罗伯特·威廉·本生和古斯塔夫·基爾霍夫                                                                          | 1882     | 卡尔·赛特贝格                                                | 本生和基尔霍夫是最早使用光谱分析来寻找新元素的人。他们在巴特迪克海姆的矿泉水样品中观察到两条蓝色的发射谱线，从其中发现了铯。纯的金属铯是由赛特贝格于1882年制得的。 |
| 37  | 铷   | Rb   |      | 1861          | 罗伯特·威廉·本生和古斯塔夫·基爾霍夫                                                                          | 1863     | 罗伯特·威廉·本生                                             | 本生和基尔霍夫在发现铯之后几个月，通过观察矿物锂云母的谱线发现了铷。本生后来于1863年制得金属铷。 |
| 81  | 铊   | Tl   |      | 1861          | 威廉·克鲁克斯                                                                                                | 1862     | 克劳德·奥古斯特·拉米                                         | 在铷发现之后，克鲁克斯在硒样品中发现一条新的绿色谱线。一年之后拉米发现这是一种新金属。 |
| 49  | 铟   | In   |      | 1863          | 费迪南德·莱奇和希尔奥尼莫斯·特奥多尔·里希特                                                                  | 1867     | 希尔奥尼莫斯·特奥多尔·里希特                                 | 莱奇和里希特从闪锌矿中通过它明亮的靛蓝色谱线鉴定出了铟，里希特在次年分离出这种金属。 |
| 2   | 氦   | He   |      | 1868          | 约瑟夫·诺曼·洛克耶                                                                                           | 1895     | 威廉·拉姆齐、佩尔·特奥多尔·克莱韦和尼尔斯·朗勒特             | 皮埃尔·让森和洛克耶独立地从太阳光谱中发现一条与已知任何元素都不符的黄色谱线，但只有洛克耶正确推断出这是一种新元素。1881年，意大利物理学家路易吉·帕尔米耶里在最近因维苏威火山喷发而升华的物质中观察到氦的黄色谱线，首次在地球发现氦。1895年，拉姆齐、克利夫和朗勒特独立地观察到包合在钇铀矿中的氦气。 |
|     |      |      |      | 1869          | 德米特里·伊万诺维奇·门捷列夫                                                                                 |          |                                                              | 门捷列夫将已知的63种元素（不包括当时不确定是否存在的铽，以及还未在地球发现的氦）排成了现代元素周期表，并预测了多种元素的存在。 |
| 31  | 镓   | Ga   |      | 1875          | 保罗·埃米尔·勒科克·德布瓦博德兰                                                                              | 1878     | 保罗·埃米尔·勒科克·德布瓦博德兰和Emil Jungfleisch            | 德布瓦博德兰观察了来自潘瑞纳的闪锌矿样品，其中一些发射谱线与类铝相符。类铝是门捷列夫于1871年所预测的，三年后，他和Jungfleisch最终用电解法制得金属镓。 |
| 70  | 镱   | Yb   |      | 1878          | 讓-夏爾·加利薩·德馬里尼亞                                                                                    | 1937     | Wilhelm Klemm和Heinrich Bommer                               | 1878年10月22日，德馬里尼亞宣布从erbia（氧化铒，莫桑德原称terbia氧化铽）分离出ytterbia（氧化镱）。1937年，Wilhelm Klemm和Heinrich Bommer首次分离金属镱。 |
| 67  | 钬   | Ho   |      | 1878–1879     | 马克·德拉方丹、Jacques-Louis Soret、佩尔·特奥多尔·克莱韦                                                     |          |                                                              | 德拉方丹和Soret在铌钇矿中观察到新的谱线，暂时将新元素命名为X。:1201879年，佩尔·特奥多尔·克莱韦独立将马里格纳克制得的氧化铒分离成氧化铒和另外两种元素——铥和钬。后来的研究发现X与钬是同一种元素。:123 |
| 69  | 铥   | Tm   |      | 1879          | 佩尔·特奥多尔·克莱韦                                                                                         |          |                                                              | 佩尔·特奥多尔·克莱韦从马里格纳克制得的氧化铒分离出两种新元素——铥和钬。 |
| 21  | 钪   | Sc   |      | 1879          | 拉尔斯·弗雷德里克·尼尔松                                                                                     | 1937     | W. Fischer、K. Brünger、H. Grieneisen                        | 尼尔松从马里格纳克的氧化镱中分离出纯氧化镱和1871年门捷列夫所预测的类硼。 |
| 62  | 钐   | Sm   |      | 1879          | 保罗·埃米尔·勒科克·德布瓦博德兰                                                                              |          |                                                              | 德布瓦博德兰注意到铌钇矿中有一种新的氧化物，并根据矿物的名字samarskite把它命名为samaria。 |
| 64  | 钆   | Gd   |      | 1880          | 让·查尔斯·加利萨尔·马里格纳克                                                                                | 1935     | Félix Trombe                                                 | 马里格纳克在氧化铽中发现一种新的氧化物（即今天的氧化钆），暂定名为Yα，1886年，保罗·埃米尔·勒科克·德布瓦博德兰从铌钇矿分离出较纯的Yα，改名为gadolinia。Félix Trombe后来制得了金属钆。 |
| 59  | 镨   | Pr   |      | 1885          | 卡尔·奥尔·冯·韦尔斯巴赫                                                                                      |          |                                                              | 冯·韦尔斯巴赫把didymium分离成两种新元素——镨和钕。:173 |
| 66  | 镝   | Dy   |      | 1886          | 保罗·埃米尔·勒科克·德布瓦博德兰                                                                              |          |                                                              | 德布瓦博德兰在氧化铒中发现了一种新的氧化物。 |
| 32  | 锗   | Ge   |      | 1886          | 克莱门斯·温克勒                                                                                              | 1886     | 克莱门斯·温克勒                                              | 1886年2月，温克勒在硫银锗矿中发现了1871年门捷列夫预测的类硅。 |
| 18  | 氩   | Ar   |      | 1894          | 約翰·斯特拉特和威廉·拉姆齐                                                                                   | 1894     | 約翰·斯特拉特和威廉·拉姆齐                                   | 他们发现由液化空气制得的氮气比化学方法制得的氮气分子量更大。他们研究后分离出了氩，第一个被分离的稀有气体。 |
| 63  | 铕   | Eu   |      | 1896          | 尤金·德马塞                                                                                                  | 1937     |                                                              | 德马塞发现在勒科克制得的钐中有新元素的谱线，暂时将该新元素命名为Σ，1901年时改成现名europium。金属铕于1937年被分离出来。 |
| 36  | 氪   | Kr   |      | 1898          | 威廉·拉姆齐和莫里斯·特拉弗                                                                                   | 1898     | 威廉·拉姆齐和莫里斯·特拉弗                                   | 1898年5月31日，他们从液态空气中分离出一种沸点不同的稀有气体。 |
| 10  | 氖   | Ne   |      | 1898          | 威廉·拉姆齐和莫里斯·特拉弗                                                                                   | 1898     | 威廉·拉姆齐和莫里斯·特拉弗                                   | 1898年6月12日，他们从液态空气中分离出一种沸点不同的稀有气体。 |
| 54  | 氙   | Xe   |      | 1898          | 威廉·拉姆齐和莫里斯·特拉弗                                                                                   | 1898     | 威廉·拉姆齐和莫里斯·特拉弗                                   | 在氖之后，他们又从液态空气中分离出一种稀有气体。 |
| 84  | 钋   | Po   |      | 1898          | 皮埃尔·居里和玛丽·居里                                                                                       | 1946     | W. H. Beamer和C. R. Maxwell                                  | 在1898年7月13日完成一项实验后，居里夫妇发现从沥青铀矿中获得的铀放射性超出正常值，他们将这归结于其中存在一种未知的元素。1902年，威利·马克瓦尔德又独立发现钋，将其命名为放射性碲（radiotellurium）。纯钋于1946年被分离。 |
| 88  | 镭   | Ra   |      | 1898          | 皮埃尔·居里和玛丽·居里                                                                                       | 1910     | 玛丽·居里和安德烈-路易·德比埃尔内                            | 居里夫妇于1898年12月26日报告发现了不同于钋的一种新元素，之后玛丽·居里从沥青铀矿中提取出了这种元素。1910年9月，玛丽·居里和安德烈-路易·德比埃尔内分离出金属镭。 |
| 86  | 氡   | Rn   |      | 1899          | 歐内斯特·盧瑟福和罗伯特·鲍伊·欧文斯                                                                          | 1910     | 威廉·拉姆齐和罗伯特·怀特洛-格雷                              | 盧瑟福和欧文斯发现钍的放射性衰变产生了一种放射性的气体，后来由拉姆齐和格雷分离出来。1900年，弗里德里希·道恩在镭的衰变中发现了更长寿的氡同位素，即氡-222。 由于radon这一词原本只用于表示氡-222，而不是86号元素的命名，因此道恩常被误认为是氡元素的发现者。 |
| 89  | 锕   | Ac   |      | 1902          | 弗裡德里希·奧斯卡·吉塞爾                                                                                     | 1954     | Joseph G. Stites Jr.、Murrell L. Salutsky、Bob D. Stone      | 吉塞爾从沥青铀矿中提取出一种性质与镧类似的新元素。在这之前的1899年及1900年，德比埃尔内称他发现了性质类似与钛、钍类似的新元素，这与真正的锕的化学性质不符。不过，吉塞爾和德比埃尔内之后都于1904年得到含锕的样本，因此德比埃尔内也常被列为锕的发现者。金属锕后来由锂蒸汽还原氟化锕得到。 |
| 71  | 镥   | Lu   |      | 1906          | 乔治·于尔班和卡尔·奥尔·冯·韦尔斯巴赫                                                                         | 1953     |                                                              | 于尔班和冯·韦尔斯巴赫分别独立地发现原来制得的镱含有一种新元素。1953年，科学家首次分离金属镥。:241 |
| 75  | 铼   | Re   |      | 1908          | 小川正孝 | 1908     | 小川正孝                                                     | 小川正孝发现从方钍石中发现了它但误将其认作43号元素，并命名为nipponium（意为“日本素”）。由于他确定的原子序是错的，且重要成果都只出版于日文文献中，小川正孝的发现没得到当时科学界的普遍认可。不过，后人发现小川正孝样本的发射光谱及X射线光谱都符合75号元素的性质，因此现代文献得以确认他才是75号元素铼的发现者。1925年，瓦尔特·诺达克、伊达·诺达克和奥托·伯格宣布从硅铍钇矿中分离出这种元素，并提出了现在使用的命名。                                                                                   |
| 91  | 镤   | Pa   |      | 1913          | 奥斯瓦尔德·赫尔穆特·格林和卡西米尔·法扬斯                                                                    | 1934     | 阿里斯蒂德·冯·格罗斯                                         | 两人从238U的衰变产物中获得镤的同位素234mPa，将其命名为brevium，这是门捷列夫于1871年预测过的。1918年，奥托·哈恩与莉泽·迈特纳发现了更长寿的同位素231Pa，将其命名为protactinium。由于231Pa更长寿，protactinium这个名字取代了brevium，成为91号元素的现名。它原本是由威廉·克鲁克斯于1900年分离出来的，但未把它当作新元素。:347金属镤由阿里斯蒂德·冯·格罗斯首次分离。 |
| 72  | 铪   | Hf   |      | 1922          | 迪尔克·科斯特和乔治·德·赫维西                                                                                | 1924     | 范亚克和德波耳                                               | 于尔班声称在稀土残渣中发现了这种元素，而沃尔纳德斯基独立地从褐帘石中发现了它。由于第一次世界大战，两人的实验都未能得到其他人证实，且之后因为所称的化学性质与真正的铪不符而无法证实。战后，科斯特和赫维西从挪威的锆石用X射线光谱分析发现了它。1924年，范亚克和德波耳通过分解四碘化铪，得到金属铪。铪是最后发现的两种有稳定同位素的元素之一，另一个是铼。 |
| 43  | 锝   | Tc   |      | 1937          | 卡罗·佩里耶和埃米利奥·塞格雷                                                                                 | 1947     | S. Fried                                                     | 两人从回旋加速器的钼导流板中发现了一种新元素，这是第一种人工合成元素。它是门捷列夫于1871年预测的类锰。1952年，美国天文学家保罗·威拉德·梅里尔在S型红巨星的光谱中观察到了锝的发射谱线。B. T. Kenna和黑田和夫于1962年从比属刚果的沥青铀矿中分离出锝，发现锝能以铀裂变产物的形式存在于自然界。铼的再次发现者瓦尔特·诺达克、奥托·伯格、伊达·诺达克早在1925年就声称发现了43号元素，将其命名为masurium。不过，黑田和夫通过计算质疑他们的成果，认为样本中43号元素的含量太少，无法被他们所用的检测方法检测到。 |
| 87  | 钫   | Fr   |      | 1939          | 玛格丽特·佩赖                                                                                                |          |                                                              | 佩赖从227Ac的衰变中发现了它。钫是最后一种从自然界中发现而不是在实验室中人工合成的元素。后来发现的镎、砹、钚、钷最初是被合成的，但最终发现自然界中也存在。Stefan Meyer、Viktor F. Hess、Friedrich Paneth很可能早在1914年就观察到227Ac衰变成223Fr的过程，但由于第一次世界大战爆发而无法继续研究。 |
| 85  | 砹   | At   |      | 1940          | 戴尔·科森、肯尼斯·罗斯·麦肯齐和埃米利奥·塞格雷                                                               |          |                                                              | 由α粒子轰击铋原子制得。1943年，贝尔塔·卡尔利克和特罗德·贝尔奈在自然界中发现砹，但由于第二次世界大战而一开始没注意到科森等人的成果。霍里亚·胡卢贝伊和伊维特·哥舒瓦于1936年宣称从自然界发现85号元素，将其命名为dor。虽然他们的样本里很可能含有218At，且有能力观察到砹的谱线，但他们无法通过化学性质确认砹，且因为胡卢贝伊早先有发现87号元素的虚假声明，他们的发现受质疑。 |
| 93  | 镎   | Np   |      | 1940          | 埃德温·麦克米伦和菲利普·埃布尔森                                                                             |          |                                                              | 由中子照射铀原子制得，这是第一种被发现的超铀元素。不久前，仁科芳雄和木村健二郎合成了铀的同位素237U，观察到它会β衰变成23793，但因为这种93号元素同位素的半衰期太长而无法观测到其放射性。麦克米伦和埃布尔森使用的同位素则是239U，它的衰变产物23993的半衰期远短于23793。他们也发现23993会再次β衰变，产生94号元素，但产生的量不足以让他们分离、确认94号元素的存在。1952年，D. F. Peppard等人在比属刚果的沥青铀矿中发现天然镎。                                                                             |
| 94  | 钚   | Pu   |      | 1940–1941     | 格倫·西奧多·西博格、阿瑟·华尔、约瑟夫·肯尼迪和埃德温·麦克米伦                                                | 1943     |                                                              | 由氘核轰击铀原子制得。西博格和Morris L. Perlman之后于1941–1942年在加拿大的沥青铀矿中发现天然钚，但这一发现直到1948年才解密。1943年11月，科学家通过还原三氟化钚，首次得到金属钚。:541 |
| 96  | 锔   | Cm   |      | 1944          | 格倫·西奧多·西博格、拉尔夫·詹姆斯、阿伯特·吉奥索                                                             | 1950     | J. C. Wallmann、W. W. T. Crane、B. B. Cunningham             | 在曼哈顿工程期间，由α粒子轰击钚原子制得。1950年，科学家通过用钡还原三氟化锔，首次得到金属锔。 |
| 95  | 镅   | Am   |      | 1944          | 格倫·西奧多·西博格、拉尔夫·詹姆斯、莱昂·摩根、阿伯特·吉奥索                                                  | 1951     | Edgar F. Westrum Jr.和LeRoy Eyring                           | 在曼哈顿工程期间，由中子照射钚原子制得。1951年，科学家通过用钡还原三氟化镅，制得金属镅。 |
| 61  | 钷   | Pm   |      | 1945          | 雅各·马林斯基、劳伦斯·格兰德宁、查尔斯·科耶尔                                                                | 1963     | F. Weigel                                                    | 钷可能早在1942年就已由中子轰击钕和镨制得，但未能分离出来。在1945年曼哈顿工程期间，科耶尔、马林斯基、格兰德宁三人从铀-235的裂变产物中发现钷。F. Weigel于1963年通过用锂还原氟化钷，得到金属钷。:4291965年，Olavi Erämetsä在自然界发现痕量的钷。钷是至今最新发现存在于自然界的元素。 |
| 97  | 锫   | Bk   |      | 1949          | 斯坦利·汤普森、阿伯特·吉奥索和格倫·西奧多·西博格（加州大学伯克利分校）                                       |          |                                                              | 由α粒子轰击镅制得。 |
| 98  | 锎   | Cf   |      | 1950          | 斯坦利·汤普森、肯尼斯·斯锥特、阿伯特·吉奥索和格倫·西奧多·西博格（加州大学伯克利分校）                        | 1974     | R. G. Haire和R. D. Baybarz                                   | 由α粒子轰击锔制得。金属锎后来由金属镧还原氧化锎而成。 |
| 99  | 锿   | Es   |      | 1952          | 阿伯特·吉奥索等人（阿贡国家实验室、洛斯阿拉莫斯国家实验室和加州大学伯克利分校）                              | 1979     | R. G. Haire和R. D. Baybarz                                   | 在1952年11月的首次氢弹爆炸中，中子照射铀原子而成。这项发现被保密了数年。金属锿后来由金属镧还原氧化锿而成。 |
| 100 | 镄   | Fm   |      | 1952–1953     | 阿伯特·吉奥索等人（阿贡国家实验室、洛斯阿拉莫斯国家实验室和加州大学伯克利分校）                              |          |                                                              | 在1952年11月的首次氢弹爆炸中，中子照射铀原子而成。产物中含有的镄在1953年初才被发现。这项发现被保密了数年。 |
| 101 | 钔   | Md   |      | 1955          | 阿伯特·吉奥索、Bernard G. Harvey、格雷戈里·肖邦、斯坦利·汤普森、格倫·西奧多·西博格（劳伦斯伯克利国家实验室） |          |                                                              | 由氦核轰击锿原子制得。 |
| 103 | 鐒   | Lr   |      | 1961          | 阿伯特·吉奥索、Torbjørn Sikkeland、E. Larsh、M. Latimer（劳伦斯伯克利国家实验室）                            |          |                                                              | 由硼原子轰击锎原子制得。 |
| 102 | 锘   | No   |      | 1965          | E. D. Donets、V. A. Shchegolev、V. A. Ermakov（杜布纳联合原子核研究所）                                      |          |                                                              | 由氖原子轰击铀原子制得。虽然更早之前就有发现102号元素的报道，但直到1966年，杜布纳联合原子核研究所才基于1965年的实验，完成首个完整、无争议的报道。 |
| 104 | 鑪   | Rf   |      | 1966–1969     | 阿伯特·吉奥索等人（劳伦斯伯克利国家实验室）与I. Zvara等人（杜布纳联合原子核研究所）                          |          |                                                              | 吉奥索等人由碳原子轰击锎原子制得鑪，而Zvara等人则通过氖原子轰击钚原子合成鑪。虽然杜布纳联合原子核研究所早在1964年就有合成104号元素的报道，但超镄工作小组（TWG）认为这不足以证明发现了104号元素。 |
| 105 | 𨧀   | Db   |      | 1970–1971     | 阿伯特·吉奥索等人（劳伦斯伯克利国家实验室）与V. A. Druin等人（杜布纳联合原子核研究所）                       |          |                                                              | 吉奥索等人由氮原子轰击锎原子制得𨧀，而Druin等人则通过氖原子轰击镅原子合成𨧀。虽然杜布纳联合原子核研究所早在1968年就有合成105号元素的报道，但其中的实验数据与后来的研究不符。 |
| 106 | 𨭎   | Sg   |      | 1974          | 阿伯特·吉奥索等人（劳伦斯伯克利国家实验室）                                                                  |          |                                                              | 由氧原子轰击锎原子制得。 |
| 107 | 𨨏   | Bh   |      | 1981          | 戈特弗里德·明岑贝格等人（亥姆霍兹重离子研究中心）                                                            |          |                                                              | 由铬原子轰击铋原子制得。 |
| 109 | 䥑   | Mt   |      | 1982          | 戈特弗里德·明岑贝格、彼得·安布鲁斯特等人（亥姆霍兹重离子研究中心）                                           |          |                                                              | 由铁原子轰击铋原子制得。 |
| 108 | 𨭆   | Hs   |      | 1984          | 戈特弗里德·明岑贝格、彼得·安布鲁斯特等人（亥姆霍兹重离子研究中心）                                           |          |                                                              | 由铁原子轰击铅原子制得。 |
| 110 | 鐽   | Ds   |      | 1994          | 西格德·霍夫曼等人（亥姆霍兹重离子研究中心）                                                                  |          |                                                              | 由镍原子轰击铅原子制得。 |
| 111 | 錀   | Rg   |      | 1994          | 西格德·霍夫曼等人（亥姆霍兹重离子研究中心）                                                                  |          |                                                              | 由镍原子轰击铋原子制得。 |
| 112 | 鎶   | Cn   |      | 1996          | 西格德·霍夫曼等人（亥姆霍兹重离子研究中心）                                                                  |          |                                                              | 由锌原子轰击铅原子制得。 |
| 114 | 鈇   | Fl   |      | 1999          | 尤里·奥加涅相等人（杜布纳联合原子核研究所）                                                                  |          |                                                              | 由钙原子轰击钚原子制得。它可能早在1998年就已被发现，但未获证实。 |
| 116 | 鉝   | Lv   |      | 2000          | 尤里·奥加涅相等人（杜布纳联合原子核研究所）                                                                  |          |                                                              | 由钙原子轰击锔原子制得。 |
| 118 | 鿫   | Og   |      | 2002          | 尤里·奥加涅相等人（杜布纳联合原子核研究所）                                                                  |          |                                                              | 由钙原子轰击锎原子制得。 |
| 115 | 镆   | Mc   |      | 2003          | 尤里·奥加涅相等人（杜布纳联合原子核研究所）                                                                  |          |                                                              | 由钙原子轰击镅原子制得。 |
| 113 | 鉨   | Nh   |      | 2003–2004     | 尤里·奥加涅相等人（杜布纳联合原子核研究所）与森田浩介等人（日本理化学研究所）                                |          |                                                              | 奥加涅相等人通过鏌的衰变合成鉨，而森田浩介等人则用锌原子轰击铋原子制得鉨。双方都在2003年开始实验，其中奥加涅相等人在2003年就探测到第一粒鉨原子，而森田浩介等人的鉨原子直到2004年才被合成出来。不过，双方都在2004年发表结果。 |
| 117 | 鿬   | Ts   |      | 2009          | 尤里·奥加涅相等人（杜布纳联合原子核研究所）                                                                  |          |                                                              | 由钙原子轰击锫原子制得。 |